# Igor Jurjewitsch Nikolajew

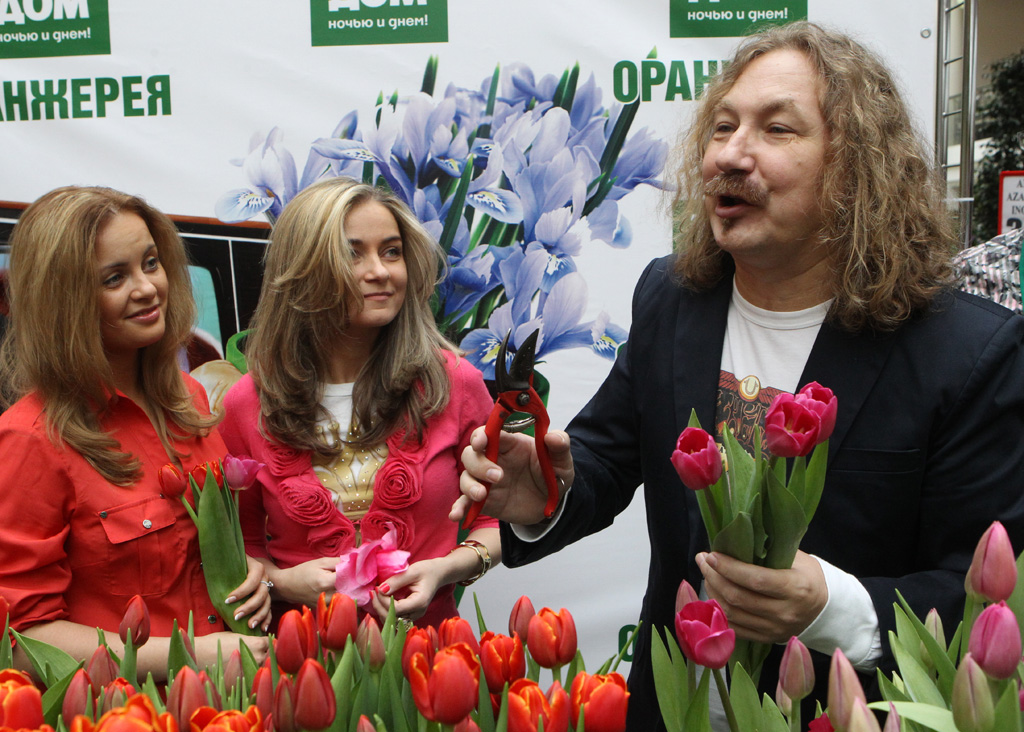
Igor Nikolajew, 2011

Igor Jurjewitsch Nikolajew (russisch Игорь Юрьевич Николаев; * 17. Januar 1960 in Cholmsk) ist ein russischer Sänger und Songschreiber; Verdienter Künstler Russlands.

## Biografie
Igor Nikolajew wurde 1960 in Cholmsk (Insel Sachalin) geboren. Sein Vater war Kapitän und die Mutter Buchhalterin. 1974 absolvierte Nikolajew die Musikschule als Geiger. Danach studierte er im musikalischen Gymnasium, wo er Musiktheorie lernte. 1978 zog Nikolajew nach Moskau, wo er weiter am Musikgymnasium des Tschaikowski-Konservatoriums studierte.
Ab 1980 arbeitete Nikolajew mit Alla Pugatschowa. Ab 1983 schreibt Nikolajew Lieder für Pugatschowa. 1987 lud die japanische Sängerin Tokiko Kato Nikolaew und Pugatschowa nach Japan ein.
Nikolaew arbeitete mit bekannten russischen Sängern und Komponisten zusammen. Er ist neben Igor Krutoi und Maxim Fadejew einer der bekanntesten Erfolgsproduzenten und Komponisten Russlands.

## Privatleben
Nikolajew war in erster Ehe von 1978 bis 1993 mit Jelena Nikolajewa verheiratet, Tochter Julija wurde 1978 geboren. Seine zweite Ehefrau war von 1993 bis 2001 Natascha Koroljowa. Seit September 2010 ist er mit Julija Proskurjakowa verheiratet.

## Diskografie
- 1986: «Счастья в Личной Жизни!» — альбом Аллы Пугачёвой
- 1987: «Мельница»
- 1989: «Королевство Кривых Зеркал»
- 1989: «Фантастика»
- 1989: «Kingdom of Carnival Mirrors» — альбом вышел в Швеции
- 1989: «Aqarius 1999» — альбом Лизы Нильссон, Швеция
- 1989: «Julen Ar Har» — альбом Томми Корберга, Швеция
- 1990: «Желтые тюльпаны» альбом — альбом Наташи Королёвой
- 1991: «Мисс Разлука»
- 1992: «Дельфин и Русалка»
- 1992: «Странник мой» — альбом Ирины Аллегровой
- 1994: «Малиновое Вино»
- 1994: «Поклонник» — альбом Наташи Королёвой
- 1995: «Конфетти» — альбом Наташи Королёвой
- 1995: «Я не Рафаэль» — альбом Филиппа Киркорова
- 1995: «Выпьем за любовь»
- 1997: «Пятнадцать лет. Лучшие песни»
- 1997: «Бриллианты Слез» — альбом Наташи Королёвой
- 1998: «Игорь Николаев-98»
- 2000: «Разбитая чашка любви»
- 2001: «Самая родная»
- 2001: «Пять причин»
- 2001: «Дочка …и я» — совместно с Ю. Николаевой
- 2002: «Прости и отпусти»
- 2003: «На обложке журнала (Песни на стихи Павла Жагуна)»
- 2003: «Бедный Моцарт»
- 2004: «Здравствуй»
- 2004: «Миллион красивых женщин (2CD)»
- 2006: «Как ты прекрасна»
- 2006: «Просто прошло»
- 2006: «Лучшие песни. Новая коллекция»
- 2009: «Наташа Королева. Песни Игоря Николаева»
- 2009: «Ирина Аллегрова. Песни Игоря Николаева»
- 2009: «Алла Пугачева. Песни Игоря Николаева»
- 2010: «Игорь Николаев и Юлия Проскурякова: Новые песни»
- 2010: «Юлия Николаева: Неизданное»
- 2010: «Англоязычные песни Игоря Николаева»
- 2014: «Линия жизни»

### Singles (Auswahl)
- 1992: Taxi, Taxi (mit Natascha Koroljowa)
- 1995: Выпьем За Любовь
- 2002: 5 Prichin
- 2004: Taxi, Taxi (mit Katja Lel)

## Zusammenarbeit mit anderen Künstlern
- Alexander Barykin
- Alexandr Bujnow
- Aleksandr Kalyanov
- Alexandr Serov
- Alexei Glisin
- Alexei Potechin (Ruki wwerch)
- Alla Pugatschowa
- Andrej Makarewiz
- Anton Sazepin
- Benny Andersson (ABBA)
- Cyndi Lauper
- David Tuchmanov
- Diana Gurzkaia
- Ekaterina Semönova
- Filipp Kirkorow
- Igor Krutoi
- Igor Sklyar
- Irina Allegrowa
- Jasmin
- Josef Kobson
- Julia Nikolajewa (Igor Nikolajew’s Tochter)
- Julia Prokurjakova
- Julio Iglesias Jr.
- Juri Nikulin (Schauspieler)
- Kristina Orbakaite
- Laima Vaikule
- Larisa Dolina
- Lew Leschenko
- Lisa Nilsson
- Lolita Miljawskaja
- Ljudmila Gurtschenko (Schauspielerin)
- Ljudmila Sykina
- Michail Schufutinski
- Natascha Koroljowa (Ehefrau von 1993 bis 2001)
- Nikolai Baskow
- Pavel Schagun
- Pavel Slobodkin
- Tatjana Owsijenko
- Tokiko Kato
- Tommy Körberg
- Viktor Saltykov
- Vladimir Dubovitsky
- Valerii Zümenko
- Waleri Leontjew
- Wladimir Kusmin
- Wladimir Winokur
- u. a.